# Miroslav Skórik
Miroslav Mijáilovich Skórik (en ucraniano: Мирослав Михайлович Скорик; Leópolis, Polonia 13 de julio de 1938 - Kiev, 1 de junio de 2020) fue un compositor y profesor de música ucraniano. Su música es de estilo contemporáneo y contiene rasgos estilísticos de las tradiciones musicales del folclore ucraniano.

## Biografía

### Juventud
Miroslav Mijailovich Skórik nació en Leópolis, entonces parte de la Segunda República polaca, el 13 de julio de 1938. Sus padres se educaron en Austria, en la Universidad de Viena, y posteriormente trabajaron como profesores. Su padre era historiador y etnógrafo, mientras que su madre era química. Aunque sus padres no tenían una formación musical especial, su madre tocaba el piano y su padre el violín. Skórik estuvo expuesto a la música en el hogar desde una edad temprana y su tía abuela era la soprano ucraniana Solomiya Krusheliytska.
Skórik ingresó en la Escuela de Música de Leópolis en 1945, pero dos años más tarde su familia fue deportada a Siberia, donde creció el compositor. La familia no regresó a Leópolis hasta 1955.

### Estudios

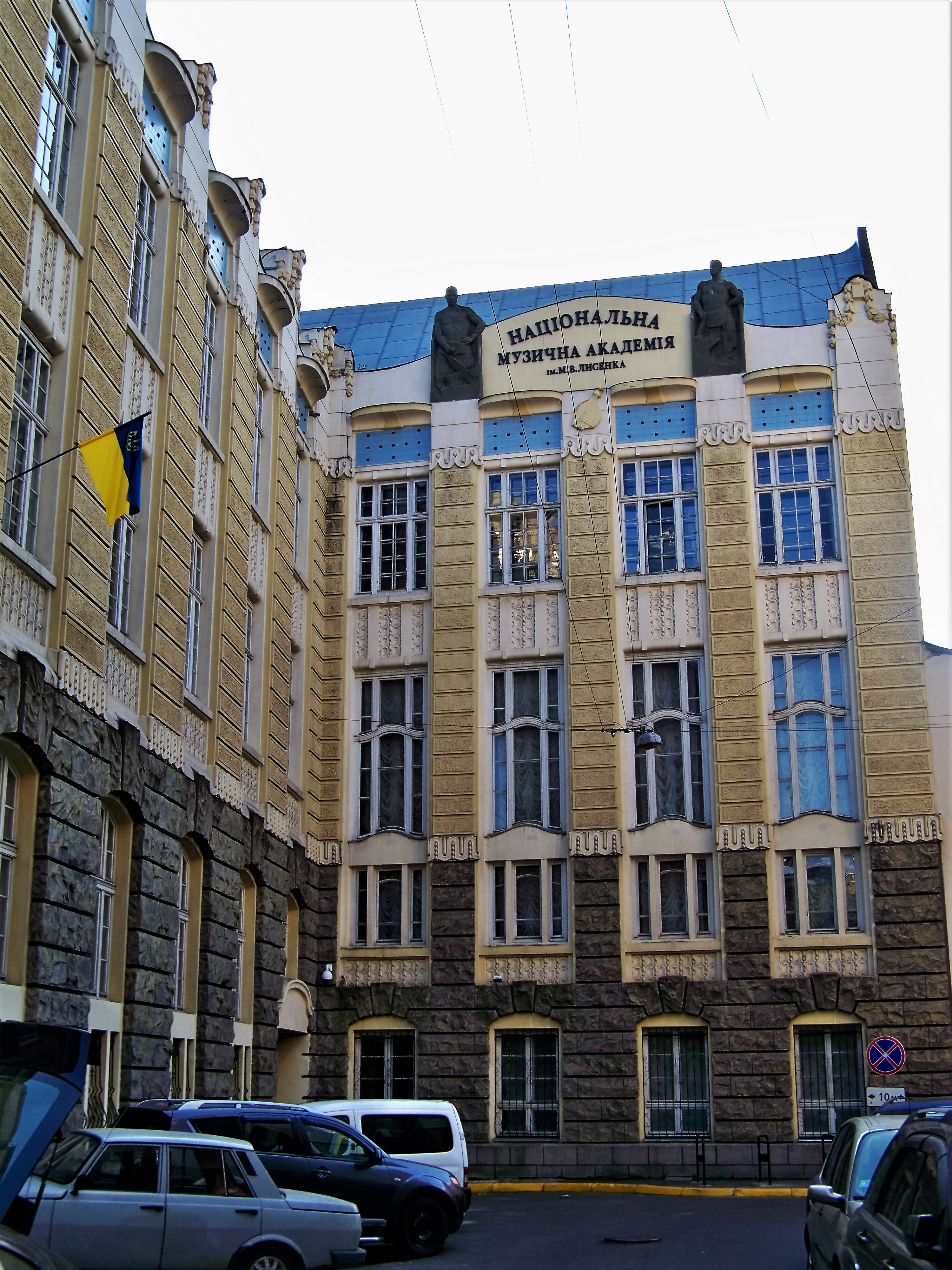
El Conservatorio de Leópolis, donde Skórik fue estudiante de 1955 a 1960

Entre 1955 y 1960 Skórik estudió en el Conservatorio de Leópolis, allí recibió formación en composición musical y teoría musical; sus profesores incluyeron a Stanislav Liudkévich y Roman Simovich. La pieza del examen final de Skórik fue Vesna [Primavera], una cantata para solistas, coro mixto y orquesta que se basaba en versos del escritor ucraniano Iván Frankó. Otras piezas para piano escritas durante sus años de estudiante incluyen una sonata para piano y V Karpatakh [En los Cárpatos], también para piano solo.
En 1960, Skórik se matriculó en el programa de investigación de posgrado del Conservatorio de Moscú, donde estudió con el compositor Dmitry Kabalevski . Allí permaneció cuatro años. Durante este tiempo, Skórik compuso música sinfónica, de cámara y vocal. Algunas obras de este período incluyen la Suite en re mayor para cuerdas, la Sonata para violín n.° 1 y la Partita n.° 1 para cuerdas, y las Variaciones, Blues y Burlesque.

### Carrera docente
Después de graduarse del Conservatorio de Moscú en 1964, Skórik, que entonces tenía 25 años, comenzó su primer puesto docente, convirtiéndose en el profesor de composición más joven de Ucrania en el Conservatorio de Leóppolis,Baley, 2001 donde permaneció hasta 1966. Luego aceptó un puesto en el Conservatorio de Kiev, donde se centró en la enseñanza de técnicas de armonía contemporáneas. Su disertación, completada en 1964, se concentró en la música del compositor ruso Serguéi Prokófiev. El libro de Skórik Struktura i vyrazhalna pryroda akordyky v muzitsi XX stolitti [Los aspectos estructurales de los acordes en la música del siglo XX] se publicó en 1983. Entre sus alumnos se encuentran los compositores Osvaldas Balakauskas, Ivan Karabits y Yevhén Stankóvich. Skórik permaneció en el Conservatorio de Kiev hasta 1988.
En 1963, Skórik se convirtió en el miembro más joven de la Unión Nacional de Compositores de Ucrania. Durante su carrera, Skórik fue miembro activo del sindicato y fue copresidente con Stankovich de 2004 a 2010.

### Últimos años
En 1996, Skórik se mudó con su familia a Australia y obtuvo la ciudadanía australiana, pero en 1999 volvió a Ucrania. En abril de 2011, Skórik fue nombrado director artístico de la Ópera de Kiev, cargo que ocupó hasta 2016. Murió el 1 de junio de 2020.

## Obra

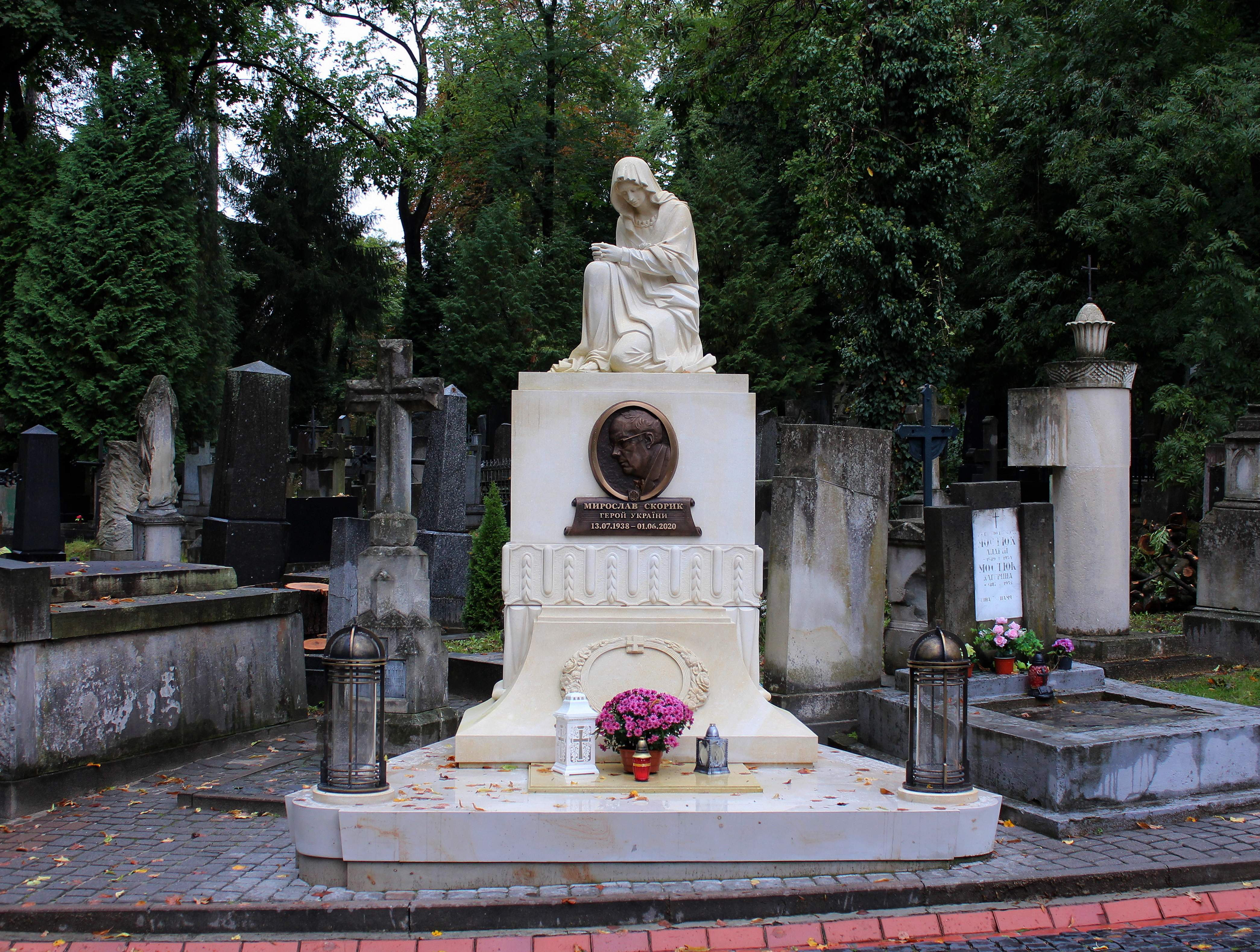
Tumba de Skórik en el cementerio de Lichákiv, Leópolis.

Skórik fue compositor, pianista y director de orquesta. Sus obras han sido interpretadas por conjuntos y solistas, entre los que se cuentan el Cuarteto Leontovich, Oleh Krysa, Volodimir Vinnytski, Oleg Jmir, Mikola Suk, Víctor Márkiv y Alexander Slobodianik. Fue uno de los ganadores del Premio Nacional Shevchenko de Ucrania en 1987 por su Concierto para violonchelo. Además de las obras que se enumeran a continuación, también escribió varias obras para conjuntos más pequeños, canciones y la partitura de más de 40 películas, incluidas Tini zabutykh predkiv [Las sombras de los antepasados olvidados], y Vysokyy pereval (1981) [Puerto de montaña alto], que incluía su Melodía en la menor.
Skórik pasó a componer música religiosa a finales del siglo XX, estas composiciones incluyen su concierto espiritual Réquiem (1999); Salmos para varios tipos de coros (1999-2005); y la Liturgia de San Juan Crisóstomo (2005). Según la musicóloga ucraniana Liubov Kyianovska, que ha escrito una biografía de Skórik, sus composiciones espirituales «no eran un homenaje a la moda», sino «una consecuencia bastante natural de un largo trabajo interno» y la «resolución del largo proceso de evolución creativa del compositor», y que la Liturgia es estilísticamente sensible a las tradiciones de la música religiosa ucraniana.
La ópera religiosa Moses (ópera) de Skórik (2001) fue la primera ópera ucraniana sobre un tema bíblico compuesta en casi un siglo. La ópera, que se estrenó durante la visita del papa Juan Pablo II a Ucrania en 2001 y está basada en un poema de 1905 de Iván Frankó, que se centra en las luchas de Moisés para conducir a su pueblo a la Tierra Prometida al final de su vida; el texto establece paralelismos entre los sufrimientos de los israelitas y los del pueblo de Ucrania bajo los soviéticos.
La siguiente es una lista incompleta de obras de Skórik:

### Vocales
- 1959 – Réquiem
- 1962 – Cuatro romances sobre versos de Tarás Shevchenko para voz y piano.
- 1964 – Chelovek [La Persona], cantata para solistas, coro y orquesta sinfónica (en ruso).
- 1970 – 0:0 v nashu polzu [0:0 para nuestra victoria], comedia musical.
- 1974 – Try ukrajinski vesilni pisni [Tres canciones de boda ucranianas] para voz y orquesta sinfónica.
- 1977 – Na Rusalchyn Velykden [En la Pascua de Rusalkas], ópera en un acto.
- 1978 – Pisni Arlekina [Canciones de Arlequín], musical infantil.
- 1998 – Реквієм [Réquiem], una obra espiritual para coro no acompañado.[14]
- 2001 – Moses, ópera con textos de Iván Frankó (en ucraniano).[13]
- 2003 – Hamaliia, adaptación de un texto de Tarás Shevchenko.
- 2015 – Salmo Penitencial, en conmemoración de los manifestantes «Cien Celestiales» que fueron asesinados a tiros por francotiradores durante el Euromaidán en febrero de 2014.

### Instrumentales
- 1959 – U Karpatakh [En los Cárpatos] para piano.
- 1959 – Álbum Leaf para piano solo; Rapsodia de los Cárpatos para clarinete y piano.
- 1959 – Melodía para piano solo.
- 1959 – Tres piezas de jazz para piano a 4 manos.
- 1960 – Vesna [Primavera], cantata sobre versos de Iván Frankó para solistas, coro y orquesta sinfónica.
- 1960 – Vals para orquesta sinfónica.
- 1961 – Suite para orquesta de cuerdas.
- 1961 – Variaciones para piano.
- 1963 – Sonata para violín n.° 1.
- 1963 – Silnee smerti [Más fuerte que la muerte], poema sinfónico.
- 1964 – Burlesco para piano.
- 1964 – Blues para piano.
- 1965 – Hutsul Triptych (de la banda sonora de la película Tini zabutykh predkiv [La sombra de nuestros antepasados olvidados].
- 1966 – Partita N°1 para orquesta de cuerdas.
- 1966 – Iz Dytjachoho albomu [Del álbum infantil] para piano.
- 1967 – Kamenjari ( Canteros ), ballet.
- 1969 – Concierto para violín; Skoryk ha compuesto 9 conciertos para violín en total.[5]
- 1969 – Recitativos y Rondeau, trío de piano.
- 1970 – Partita n.° 2 para orquesta de cámara.
- 1972 – Concierto de los Cárpatos para orquesta sinfónica.
- 1973 – Suite orquestal de Kaminnyj hospodar [Invitado de piedra] de Lesya Ukrainka.
- 1973 – Tres fantasías de la tablatura del laúd de Leópolis del siglo XVI – arreglo para orquesta de cámara.
- 1974 – Partita n.° 3 para orquesta de cuerdas.
- 1974 – Partita n.° 4 para orquesta sinfónica.
- 1975 – Partita n.° 5, para piano.
- 1977 – Concierto para piano n.º 1.
- 1979 – Tocata para piano.
- 1982 – Concierto para piano n.° 2.
- 1984 – Concierto para violonchelo.
- 1991 – Sonata para violín n.° 2.
- 1993 – Poema sinfónico 1933, conmemorativo del Holodomor de 1932-1933.[15]
- 1994 – «ARIA» para violonchelo (o violín) y piano.
- 1996 – Partita n.° 6 para cuarteto de cuerda.
- 1998 – Partita n.° 7 para quinteto de viento.
- 2006 – Повернення Баттерфляй, ballet.[16]

## Premios
- Orden de la Insignia de Honor (1971).
- Premio Nacional Shevchenko (1987).
- Artista del Pueblo de Ucrania (1988). [17]
- Orden al Mérito, grado III (1998).[18]
- Orden al Mérito, grado II (2006).[19]
- Héroe de Ucrania (Héroe de Ucrania con la Orden del Estado 2008).[20]
- Orden al Mérito, grado I (2010).[21]
- Leyenda de Ucrania, póstumo (2021).

Hay calles con el nombre de Miroslav Skórik en Mukáchevo y Leópolis. En junio de 2021, el Consejo del óblast de Dnipropetrovsk nombró a la Escuela de Música Profesional Kamian en honor a Miroslav Skórik.